# Mali Skočaj
Mali Skočaj (en cyrillique : Мали Скочај) est un village de Bosnie-Herzégovine. Il est situé sur le territoire de la ville de Bihać, dans le canton d'Una-Sana et dans la fédération de Bosnie-et-Herzégovine. Selon les premiers résultats du recensement bosnien de 2013, il compte 29 habitants.

## Démographie

### Évolution historique de la population
| 1948 | 1953 | 1961 | 1971 | 1981 | 1991 | 2013 |
| ---- | ---- | ---- | ---- | ---- | ---- | ---- |
| -    | -    | 208  | 178  | 129  | 89   | 29   |

|  |

### Répartition de la population par nationalités (1991)
En 1991, les 89 habitants du village étaient tous croates.

### Communauté locale
En 1991, Mali Skočaj faisait partie de la communauté locale de Skočaj qui comptait 412 habitants, répartis de la manière suivante :